# Breconská katedrála
Breconská katedrála se nachází ve městě Brecon v jižní části Walesu patřící ke swanseaské a breconské diecézi. Je sídlem biskupa swanseaského a breconského. Vzhledem ke kruhovému obrysu hřbitova se předpokládá, že katedrála stojí na místě staršího keltského kostele, po kterém však nezůstaly žádné stopy. Výstavbu nového kostela nařídil normanský rytíř Bernard de Neufmarché v roce 1093 poté, co ovládl království Brycheiniog. Přibližně v roce 1215 byl kostel za vlády krále Jana Bezzemka přestavěn a rozšířen v gotickém slohu. Od šestnáctého století kostel chátral a v devatenáctém století byla v provozu pouze hlavní loď. V roce 1836 proběhla částečná rekonstrukce, větší pak následovala v šedesátých letech téhož století.